# Tama (Iowa)
Tama ist eine Kleinstadt (mit dem Status „City“) im Tama County im US-amerikanischen Bundesstaat Iowa. Bei der Volkszählung im Jahr 2010 hatte Tama 2877 Einwohner, deren Zahl sich bis 2013 auf 2842 verringerte. Das U.S. Census Bureau hat bei der Volkszählung 2020 eine Einwohnerzahl von 3.130 ermittelt.

## Geografie
Tama liegt im mittleren Osten Iowas am linken Ufer des Iowa River, einem rechten Nebenfluss des Mississippi. Dieser bildet rund 170 km östlich die Grenze zu Illinois. Die Grenze Iowas zu Minnesota verläuft rund 185 km nördlich; die Nordgrenze Missouris befindet sich rund 165 km südlich.
Die geografischen Koordinaten von Tama sind 41°58′00″ nördlicher Breite und 92°34′37″ westlicher Länge. Die Stadt erstreckt sich über eine Fläche von 8,83 km² und bildet das Zentrum der Tama Township.
Toledo grenzt direkt nördlich an Tama.
Meskwaki Settlement, das Siedlungsgebiet des offiziell von der US-Regierung anerkannten Sac and Fox Tribe of the Mississippi in Iowa, eines Teils der Sauk und der Fox, beginnt 2 km westlich der Stadt. Weitere Nachbarorte von Tama sind Clutier (27,4 km nordöstlich), Vining (23,4 km östlich), Chelsea (18,4 km ostsüdöstlich), Montour (13,4 km westlich), Le Grand (19 km westnordwestlich), Garwin (22,5 km nordnordwestlich).
Die nächstgelegenen größeren Städte sind Rochester in Minnesota (254 km nördlich), Waterloo (73,1 km nordnordöstlich), Dubuque an der Schnittstelle der Staaten Iowa, Wisconsin und Illinois (204 km ostnordöstlich), Cedar Rapids (80,6 km östlich), Iowas frühere Hauptstadt Iowa City (111 km ostsüdöstlich), die Quad Cities in Iowa und Illinois (196 km in der gleichen Richtung), Columbia in Missouri (386 km südlich), Kansas City in Missouri (418 km südsüdwestlich), Iowas Hauptstadt Des Moines (111 km westsüdwestlich), Nebraskas größte Stadt Omaha (334 km westsüdwestlich), Sioux City (371 km westnordwestlich) und die Twin Cities (Minneapolis und St. Paul) in Minnesota (379 km nordnordwestlich).

## Verkehr
Der zum Freeway ausgebauten U.S. Highway 30 führt in West-Ost-Richtung am nördlichen Rand des Stadtgebiets von Tama und kreuzt auf Höhe des Stadtzentrums den U.S. Highway 63. Dieser verläuft in Nord-Süd-Richtung als Hauptstraße durch das Zentrum der Stadt. Alle weiteren Straßen sind untergeordnete Landstraßen, teils unbefestigte Fahrwege sowie innerörtliche Verbindungsstraßen.
Eine Eisenbahnlinie für den Frachtverkehr der Iowa Interstate Railroad (IAIS) führt in Nordwest-Südost-Richtung durch das Stadtgebiet von Tama.
Mit dem Toledo Municipal Airport befindet sich 7 km nordöstlich ein kleiner Flugplatz für die Allgemeine Luftfahrt. Die nächsten Verkehrsflughäfen sind der Waterloo Regional Airport (78 km nordnordöstlich), der Eastern Iowa Airport von Cedar Rapids (82 km östlich) und der Des Moines International Airport (121 km westsüdwestlich).

## Bevölkerung
Nach der Volkszählung im Jahr 2010 lebten in Tama 2877 Menschen in 1092 Haushalten. Die Bevölkerungsdichte betrug 325,8 Einwohner pro Quadratkilometer. In den 1092 Haushalten lebten statistisch je 2,58 Personen.
Ethnisch betrachtet setzte sich die Bevölkerung zusammen aus 78,4 Prozent Weißen, 0,5 Prozent Afroamerikanern, 5,8 Prozent amerikanischen Ureinwohnern, 0,3 Prozent Asiaten sowie 9,7 Prozent aus anderen ethnischen Gruppen; 5,2 Prozent stammten von zwei oder mehr Ethnien ab. Unabhängig von der ethnischen Zugehörigkeit waren 23,6 Prozent der Bevölkerung spanischer oder lateinamerikanischer Abstammung.
28,7 Prozent der Bevölkerung waren unter 18 Jahre alt, 55,2 Prozent waren zwischen 18 und 64 und 16,1 Prozent waren 65 Jahre oder älter. 51,3 Prozent der Bevölkerung waren weiblich.
Das mittlere jährliche Einkommen eines Haushalts lag bei 47.672 USD. Das Pro-Kopf-Einkommen betrug 19.813 USD. 18,6 Prozent der Einwohner lebten unterhalb der Armutsgrenze.